# Ранк, Жан
Жан Ранк (фр. Jean Ranс; 28 января 1674[…], Монпелье — 1 июля 1735[…], Мадрид) — французский художник-портретист, долгое время работавший в Испании.

## Биография
Родился в 1674 году в Монпелье, в семье портретиста Антуана Ранка. Учился живописи под руководством своего отца. В 1696 году переехал в Париж, где обучался у Гиацинта Риго, который ранее был учеником его отца, Ранка-старшего. В 1703 году был принят во французскую Королевскую академию живописи и скульптуры в качестве художника-портретиста (однако в официальном признании в качестве исторического живописца Ранку со стороны Академии было отказано, после чего он сосредоточился в основном на написании портретов). Следующие 12 лет Жан Ранк плодотворно работал в Париже. 13 июня 1715 года он женился на своей крестнице и племяннице своего учителя Маргарите Риго.
Когда Франция одержала победу в Войне за испанское наследство и возвела своего кандидата на престол Испании, новый король, прибыв в страну, не обнаружил там портретиста, манера которого соответствовала бы изменившейся моде. В 1721 году он написал Риго, написавшему когда-то его портрет, и предложил ему переехать в Испанию в качестве придворного живописца. Однако Риго, который был в полной мере обеспечен заказами в Париже, отказался и вместо себя послал Жана Ранка.
Ранк, вместе с женой, племянницей Риго, и пятью детьми (в дальнейшем их будет семь) переехал в Мадрид в 1724 году. Здесь он работал в течение десяти лет в 1724—1735 годах (и кроме того, в 1729—30 годах около года проработал в Лиссабоне). За это время Жану Ранку удалось создать принципиально новую иконографию испанского придворного портрета. Хотя иногда художника называли продолжателем традиций Диего Веласкеса, фактически он был представителем французской портретной школы, а с творчеством испанских мастеров предшествующей эпохи всерьёз познакомился только после приезда в страну.
Жан Ранк вместе с многочисленным семейством проживал в нескольких комнатах огромного королевского дворца — Мадридского Алькасара. Согласно распространённой версии, именно в комнатах Ранка на Рождество 1734 года начался пожар, полностью уничтоживший Алькасар. В огне погибли тысячи произведений искусства, включая работы Тинторетто, Веронезе, Рафаэля, Босха, Брейгеля и, разумеется, самого Ранка. Хотя доказательств вины художника было недостаточно и ему никогда не предъявлялись обвинения, слухи, обвинявшие именно Ранка в пожаре дворца, широко распространялись по Испании. Ранк впал в депрессию и скончался в следующем году.
На его место Риго отправил в Мадрид Луи Мишеля Ван Лоо, который работал в Мадриде придворным художником в течение следующих полутора десятилетий.

## Галерея

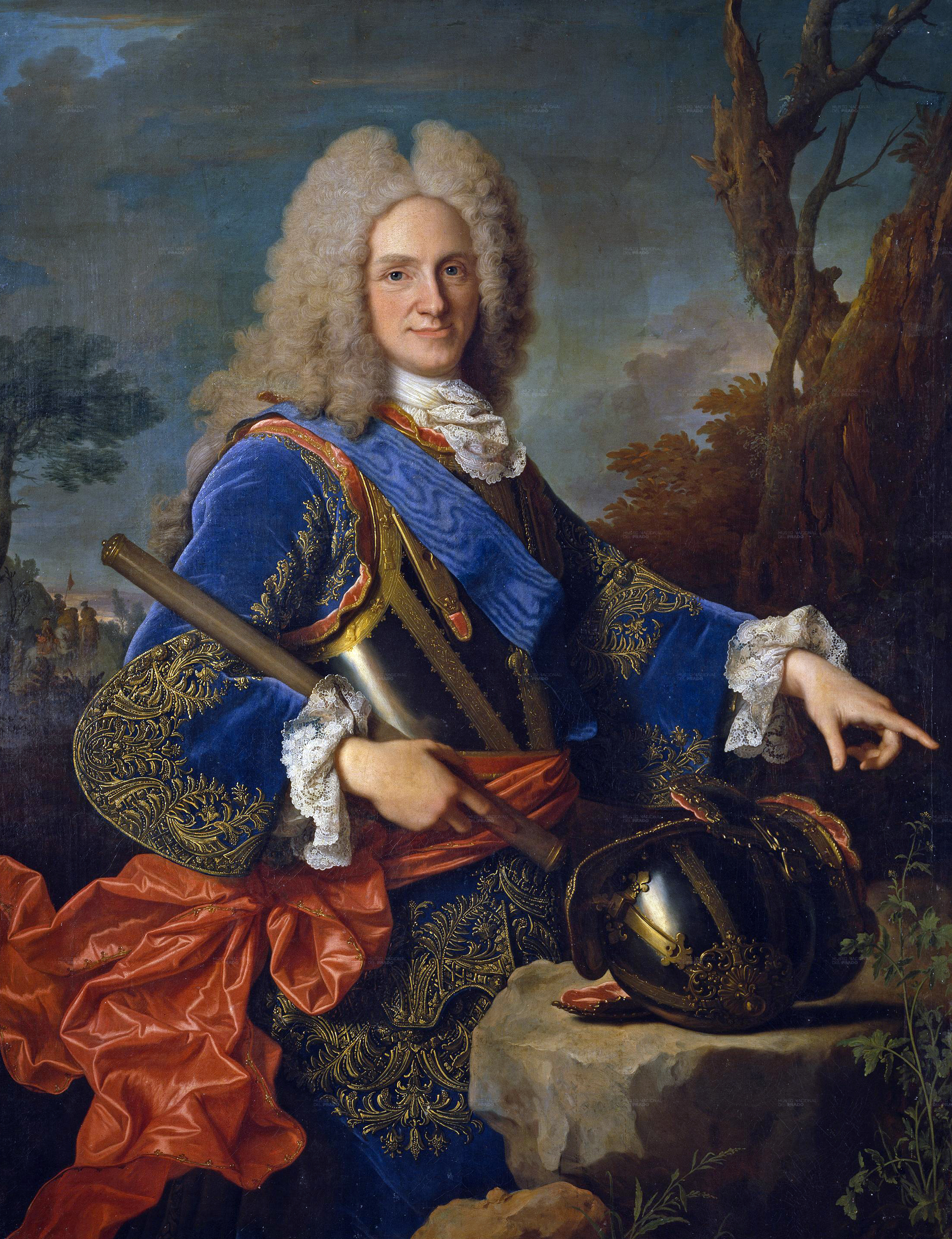
Филипп V (король Испании), 1723, Музей Прадо
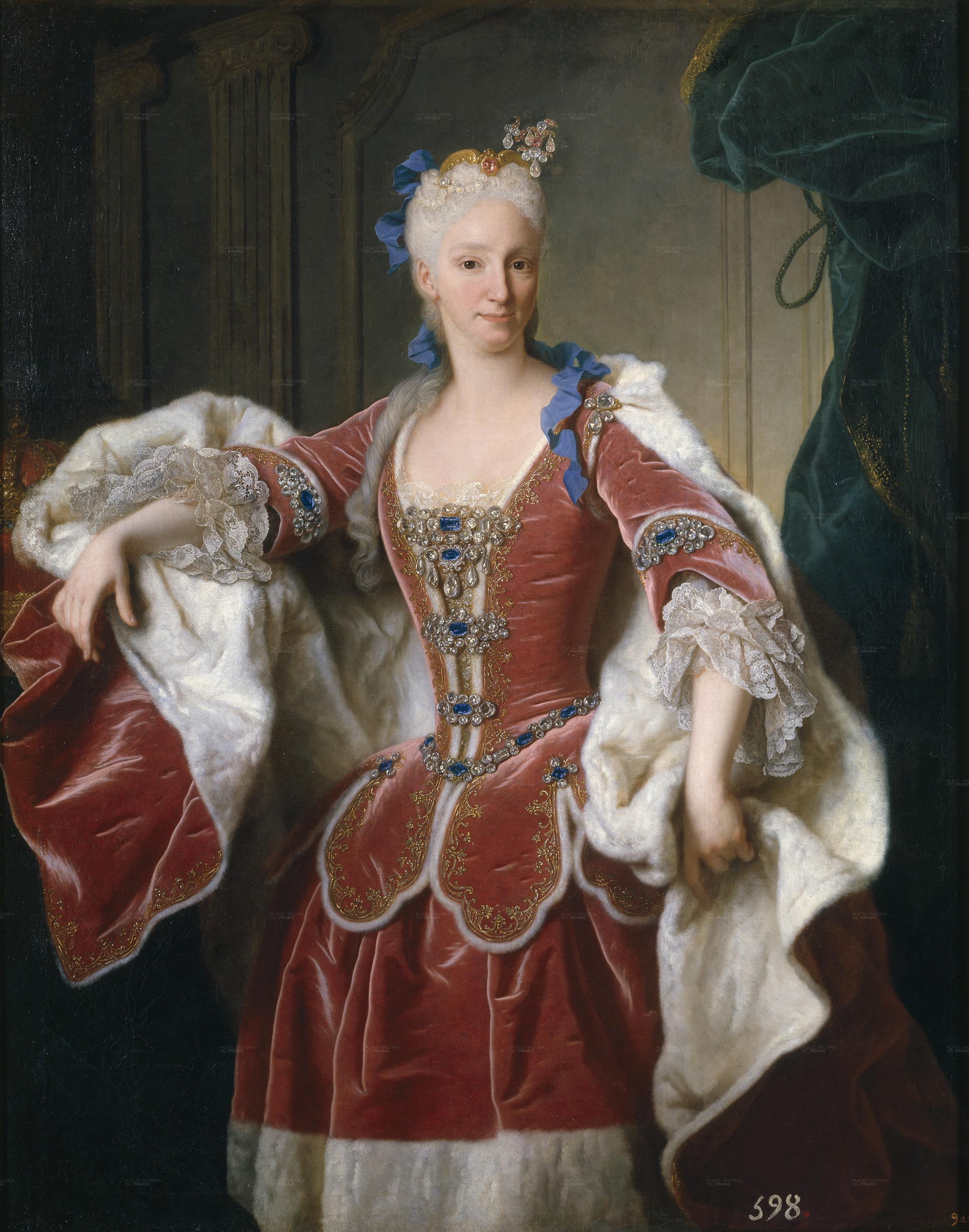
Королева Изабелла Фарнезе, супруга Филиппа
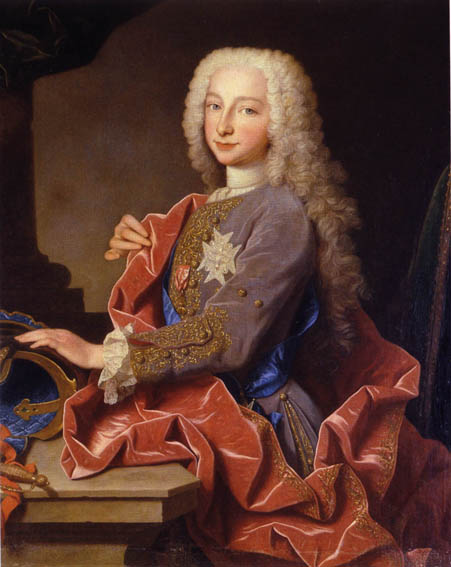
Принц Карл де Бурбон, будущий король Испании Карл III, старший сын Филиппа и Изабеллы
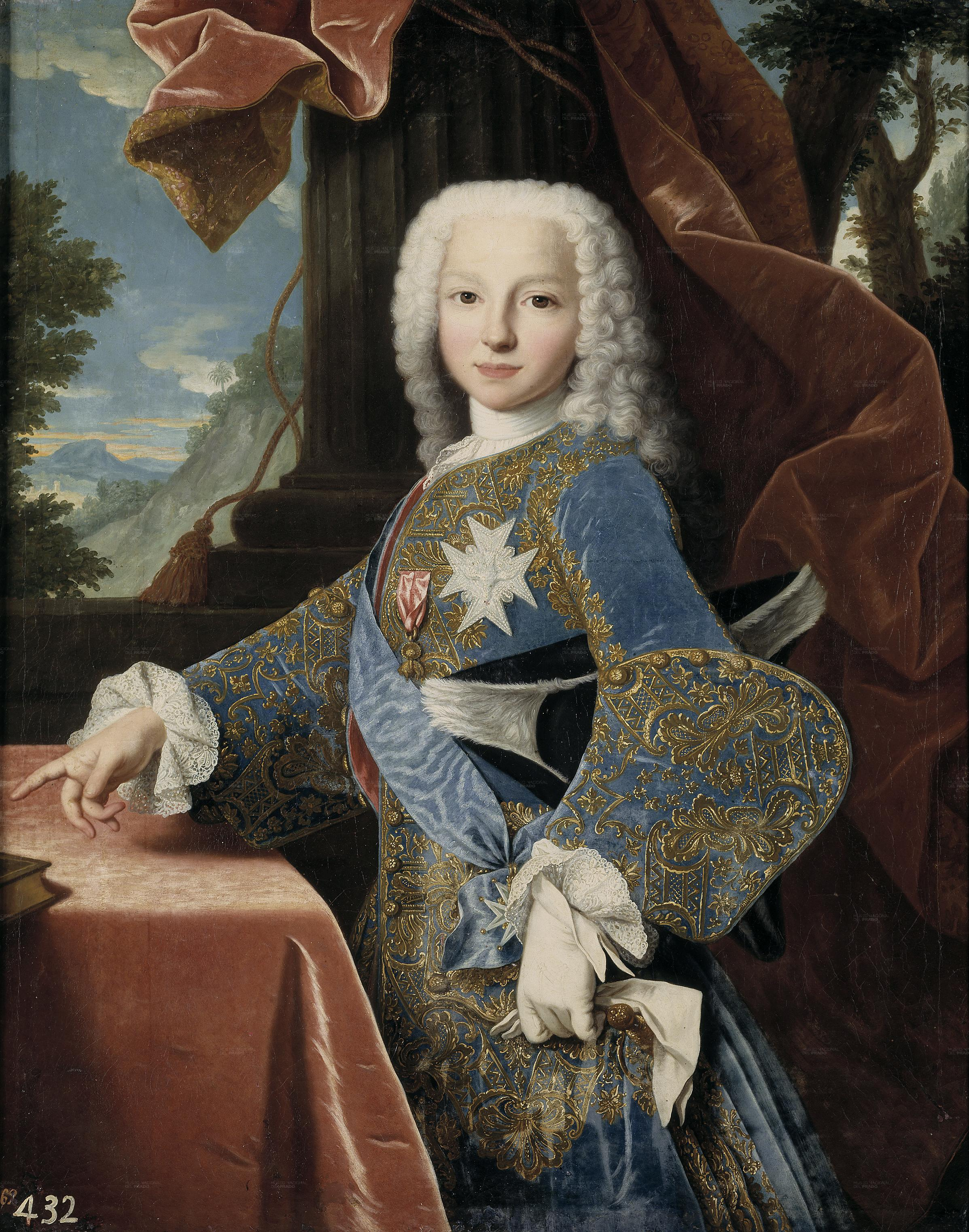
Принц Филипп де Бурбон, будущий владетельный герцог Пармский, второй сын Филиппа и Изабеллы
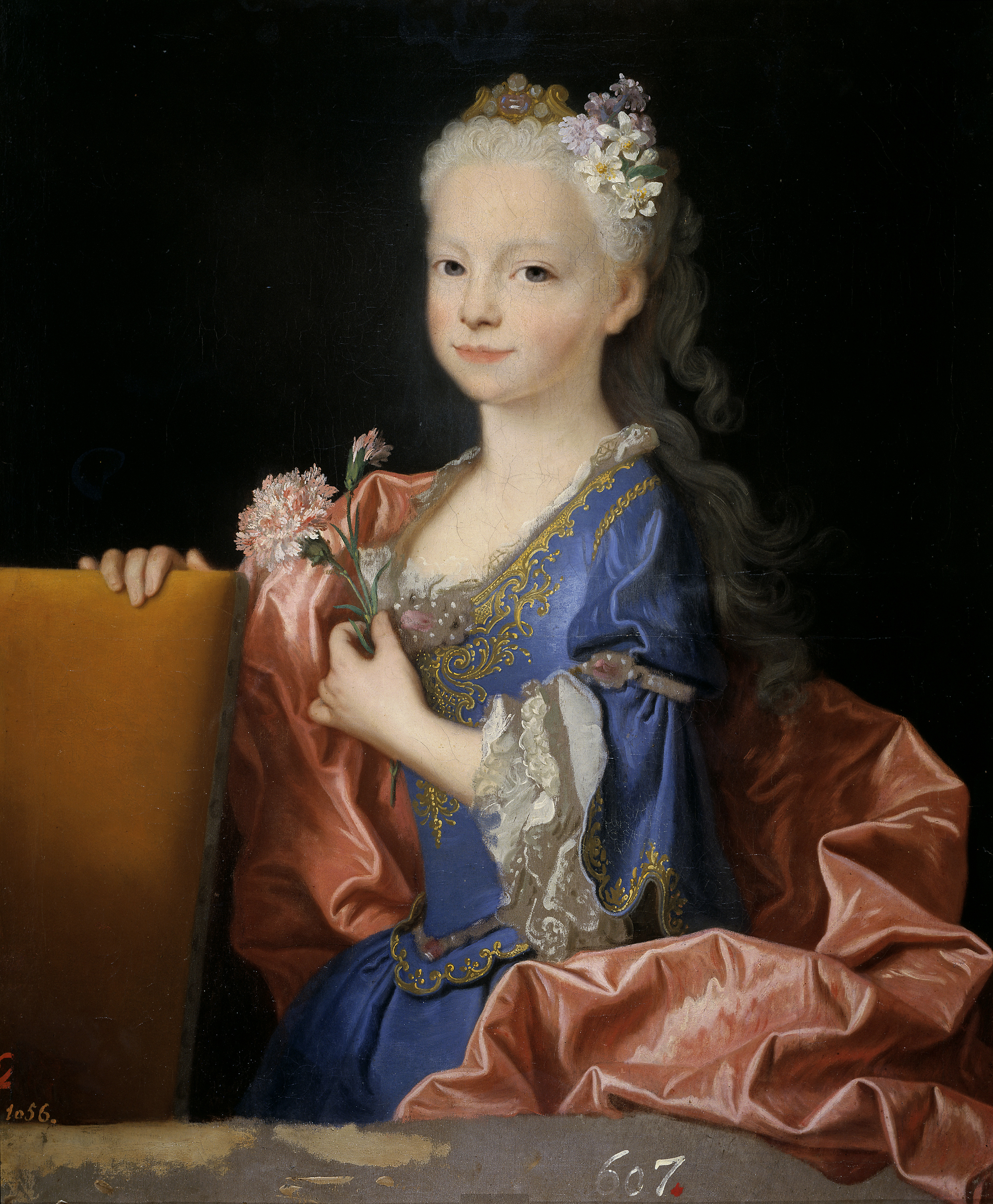
Принцесса Марианна Виктория Испанская, старшая дочь Филиппа и Изабеллы
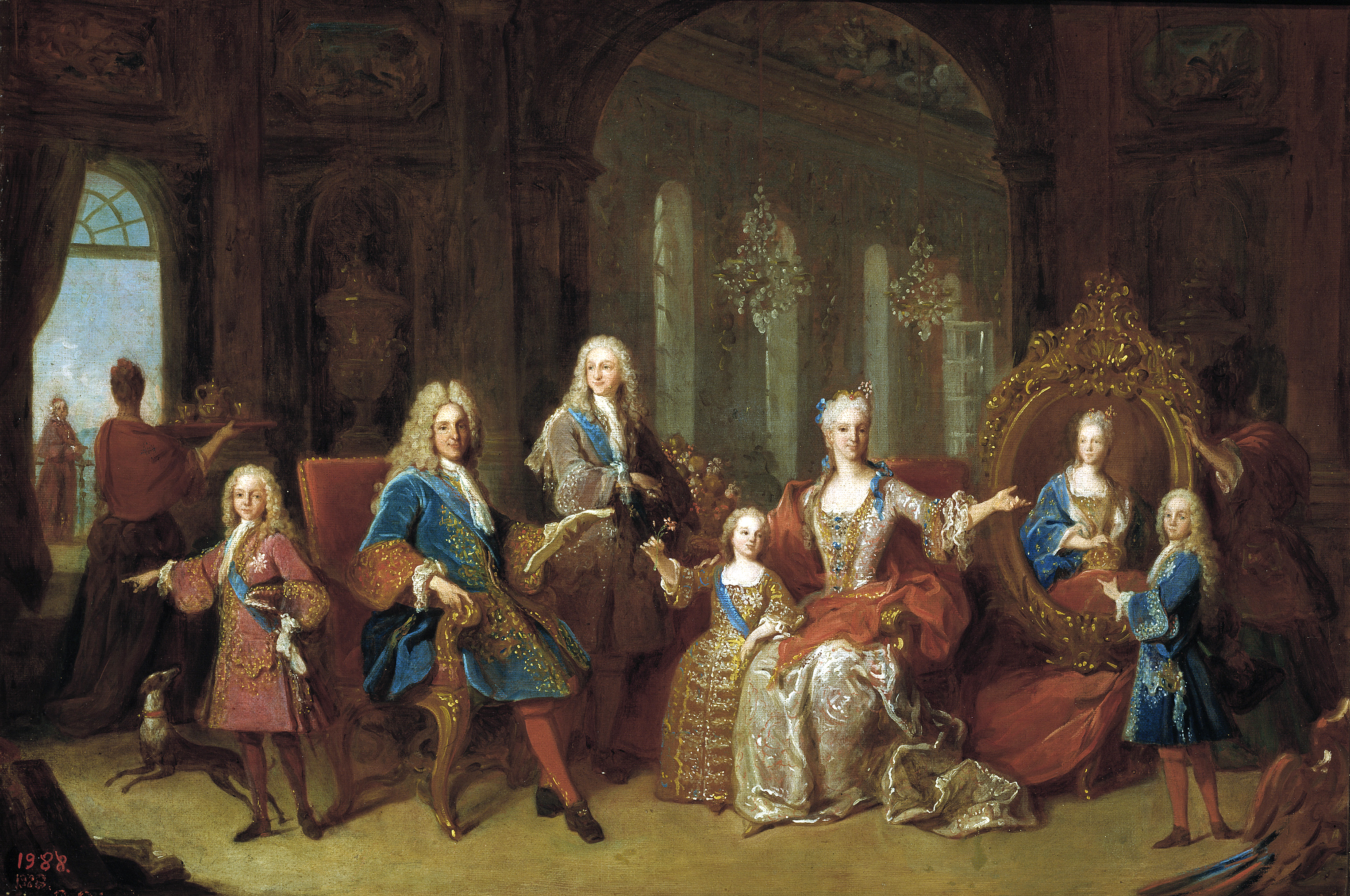
Семейство короля Филиппа V
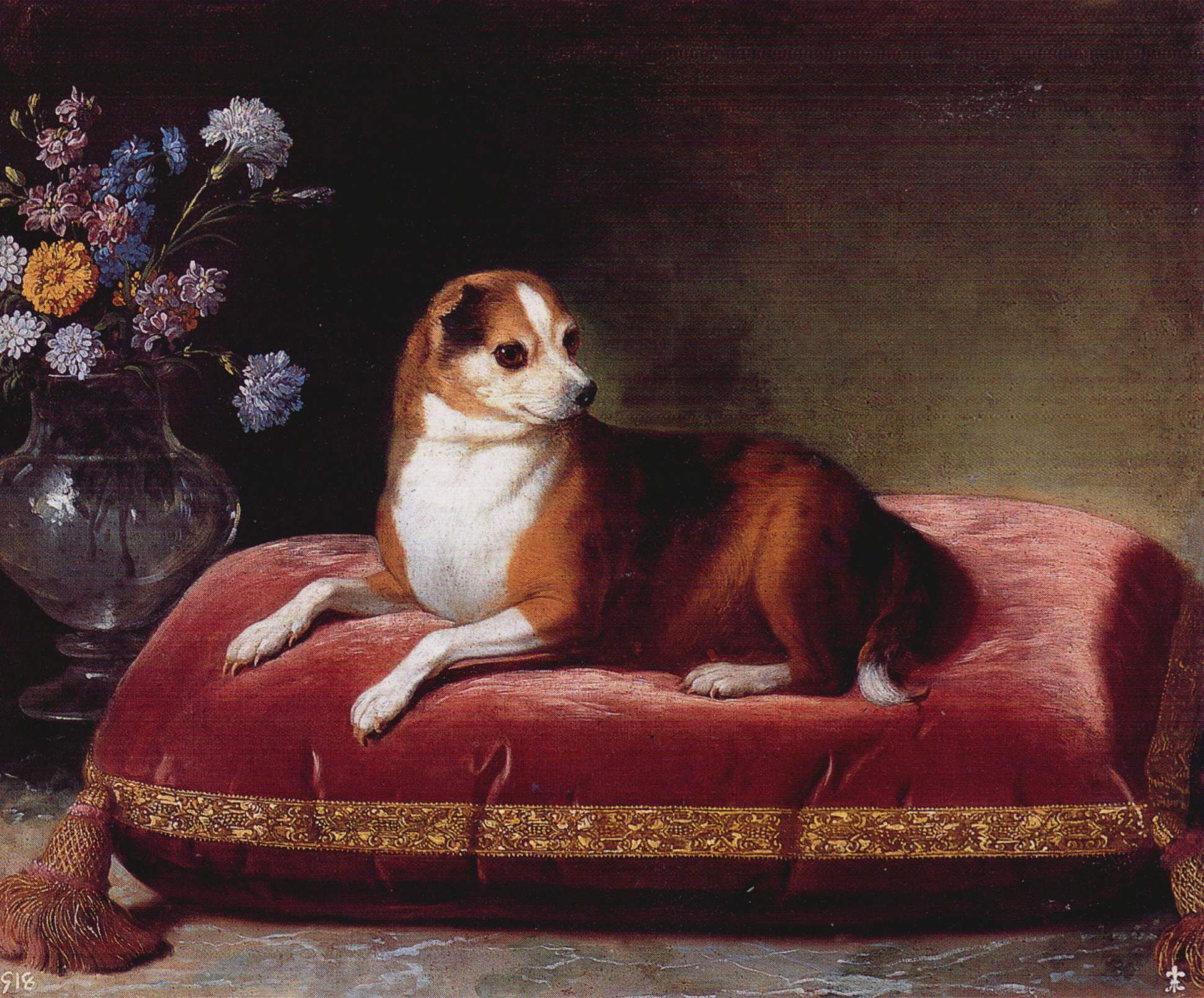
Лизетта, собака Её величества Королевы.
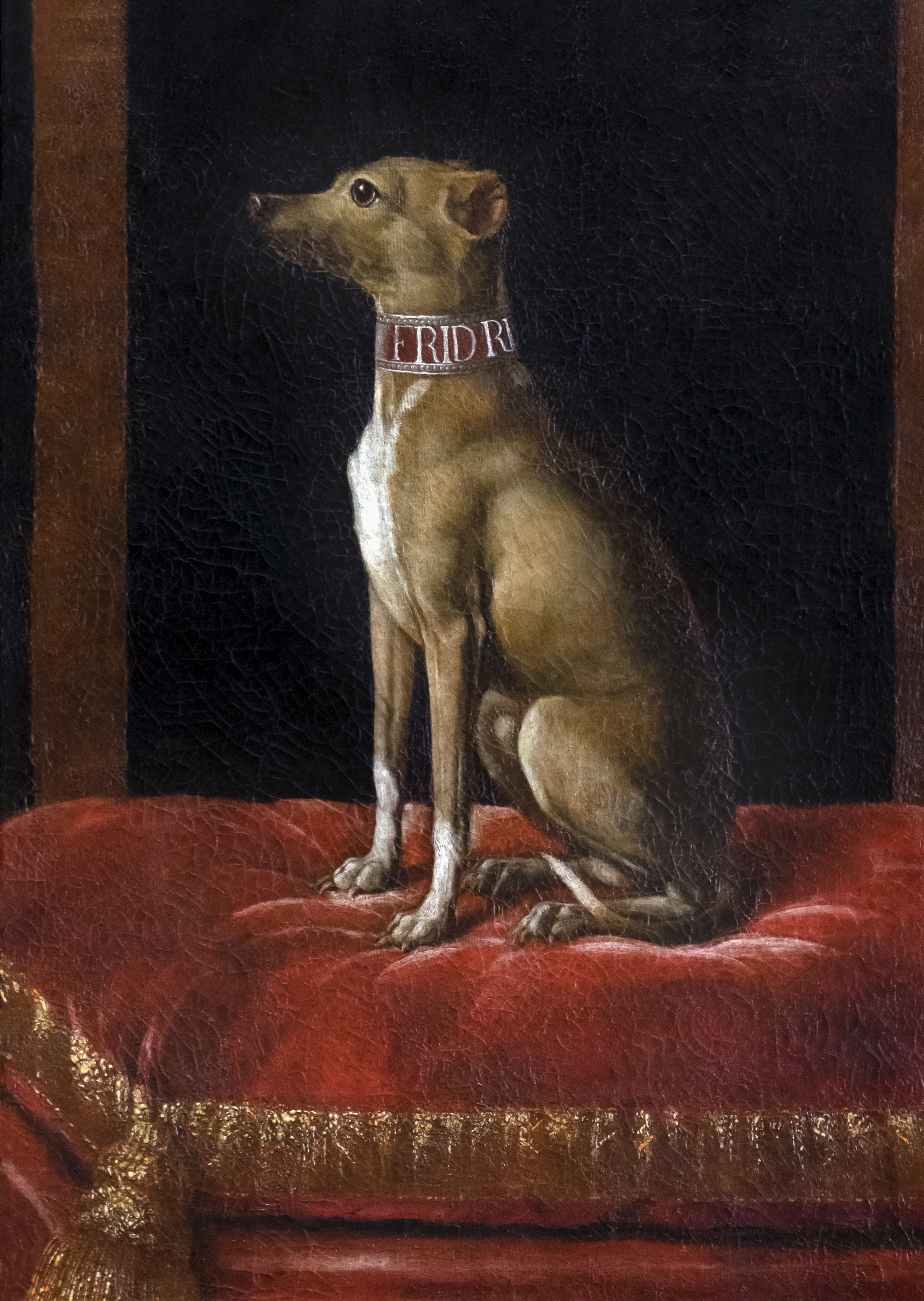
Фридрих, собака Его Величества Короля.
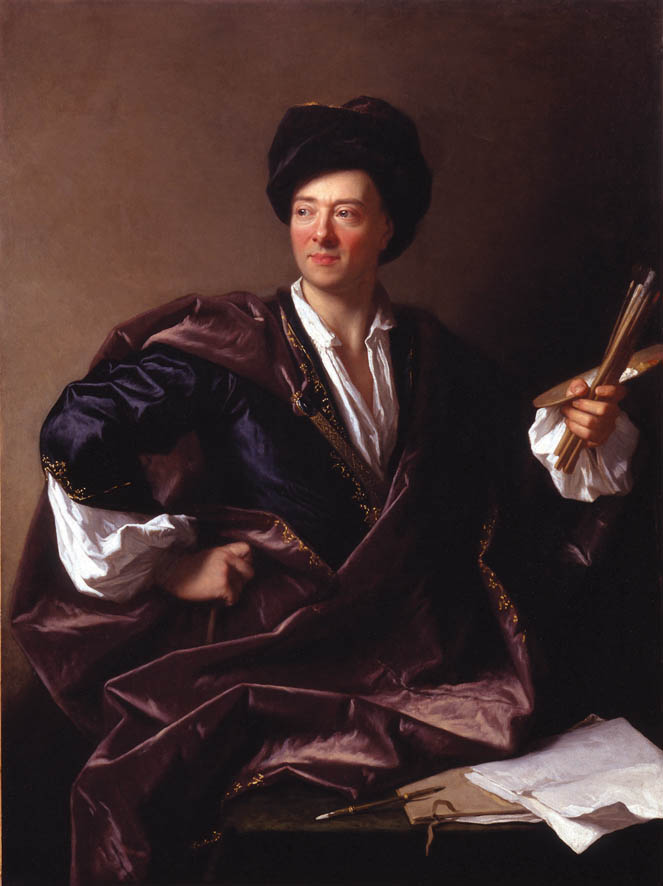
Портрет французского художника Франсуа Вердье (1703, Версаль)
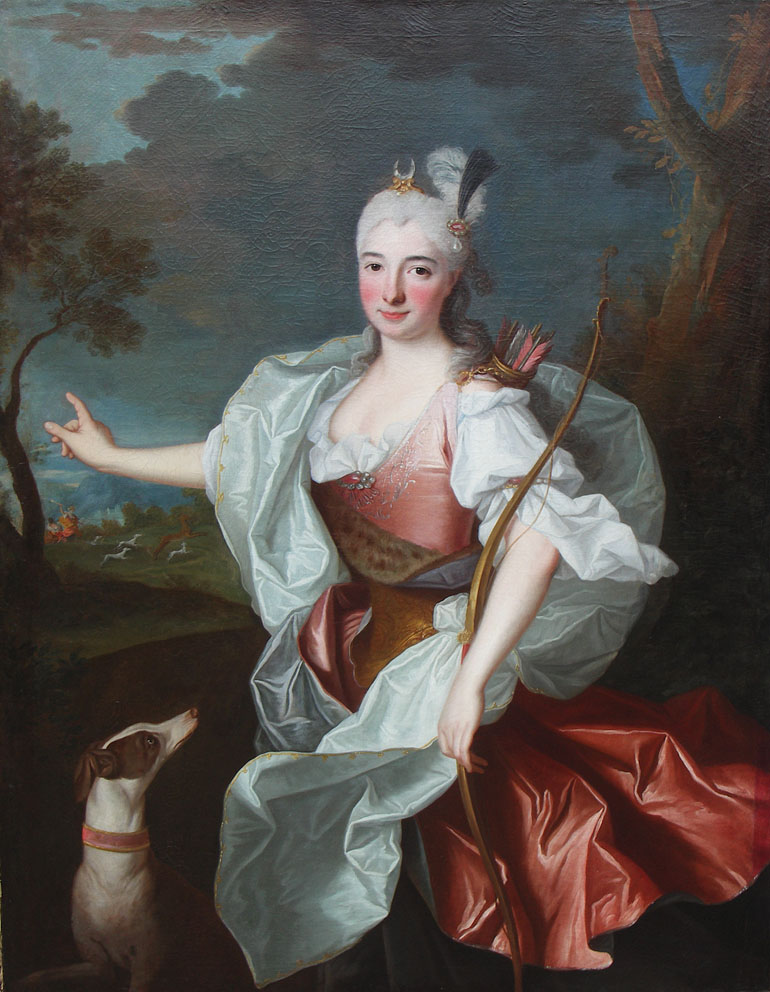
Диана-Охотница (Изабелла Фарнезе в образе Дианы?), 1715, частная коллекция
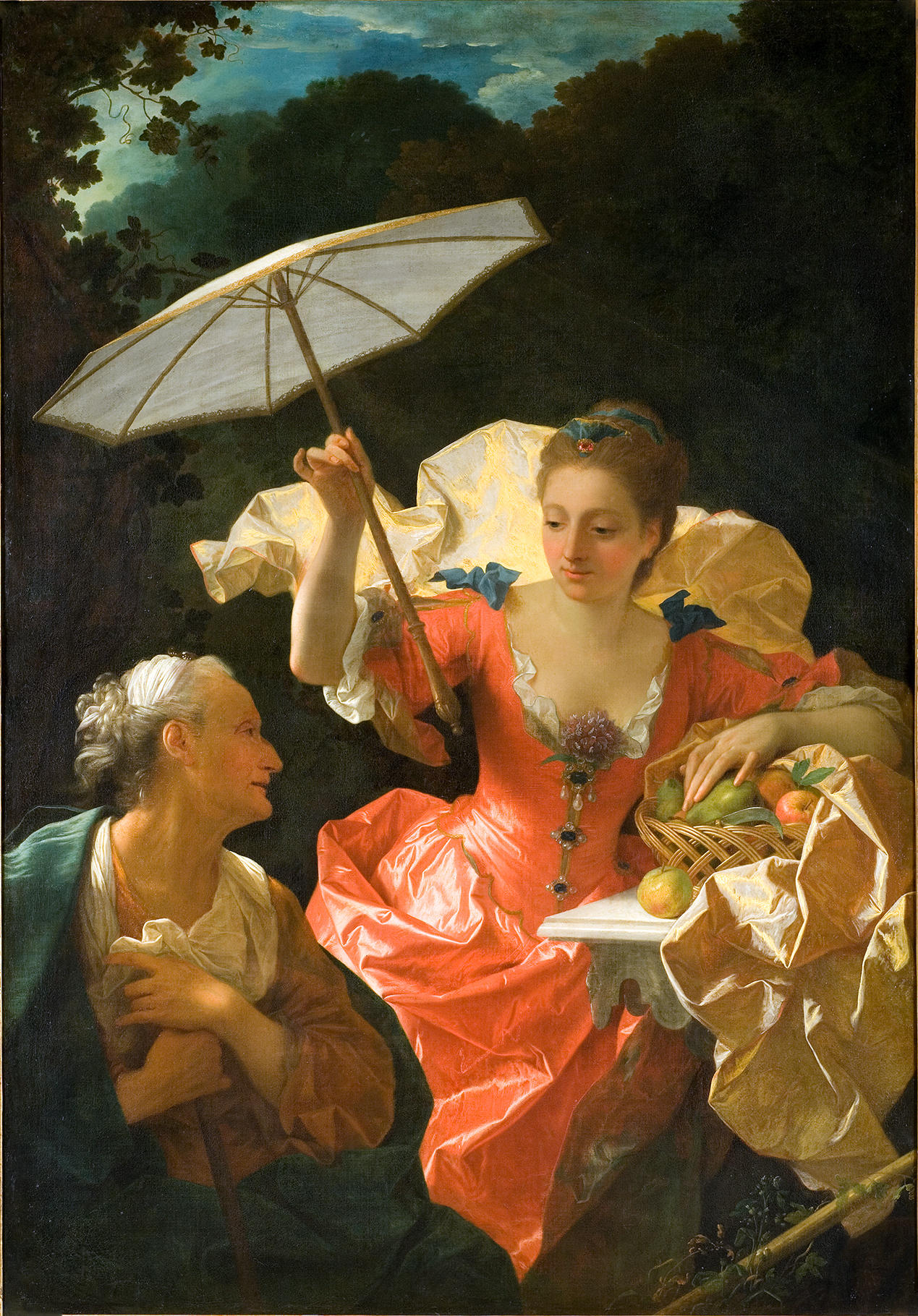
Вертумн и Помона. Музей Фабра, Монпелье, Франция